# ديفيد دي لا كروز
ديفيد دي لا كروز (بالإسبانية: David de la Cruz)‏ ولد بتاريخ 6 مايو 1989 في ساباديل، هو دراج إسباني في صنف سباق الدراجات على الطريق.

## سجل النتائج

### سباقات أو مراحل فاز بها
| التاريخ        | السباق                                                   | المركز                                                                  |
| -------------- | -------------------------------------------------------- | ----------------------------------------------------------------------- |
| 01 يناير 2012  | 2012 فولتا أستورياس                                      |                                                                         |
| 15 أبريل 2012  | فولتا كاستيلا ليون 2012                                  | الرابع في التصنيف العام، السابع في تصنيف النقاط                         |
| 18 مارس 2014   | تيرينو ادرياتيكو 2014                                    | الرابع في تصنيف الجبال، التاسع في تصنيف أفضل شاب                        |
| 18 مايو 2014   | طواف كاليفورنيا 2014                                     | العاشر في التصنيف العام                                                 |
| 11 سبتمبر 2016 | طواف إسبانيا 2016                                        | السابع في التصنيف العام                                                 |
| 05 فبراير 2017 | فولتا فالنسيا 2017                                       | السابع في التصنيف العام                                                 |
| 12 مارس 2017   | باريس-نيس 2017                                           | السادس في تصنيف الجبال، التاسع في تصنيف النقاط                          |
| 08 أبريل 2017  | طواف إقليم الباسك 2017                                   | الرابع في التصنيف العام، الرابع في تصنيف النقاط                         |
| 05 أغسطس 2017  | طواف برغش 2017                                           | الثالث في التصنيف العام                                                 |
| 01 يناير 2018  | طواف أندلوسيا 2018                                       | العاشر في تصنيف النقاط                                                  |
| 04 فبراير 2018 | فولتا فالنسيا 2018                                       | المرتبة 14 في التصنيف العام                                             |
| 11 مارس 2018   | باريس-نيس 2018                                           | العاشر في تصنيف النقاط، الخامس في تصنيف الجبال، التاسع في التصنيف العام |
| 07 أبريل 2018  | طواف إقليم الباسك 2018                                   | التاسع في التصنيف العام                                                 |
| 11 أغسطس 2018  | طواف برغش 2018                                           | الثالث في التصنيف العام، الثالث في تصنيف النقاط، الرابع في تصنيف الجبال |
| 16 سبتمبر 2018 | طواف إسبانيا 2018                                        | المرتبة 15 في التصنيف العام                                             |
| 10 فبراير 2019 | فولتا فالنسيا 2019                                       | المرتبة 15 في التصنيف العام                                             |
| 31 مارس 2019   | كوبي وبارتالي 2019                                       | الخامس في التصنيف العام                                                 |
| 17 أغسطس 2019  | طواف برغش 2019                                           | الخامس في التصنيف العام، التاسع في تصنيف الجبال                         |
| 22 أكتوبر 2019 | طواف قوانغشي 2019                                        | الثامن في التصنيف العام                                                 |
| 01 أغسطس 2020  | طواف برغش 2020                                           | الثامن في التصنيف العام                                                 |
| 16 أغسطس 2020  | سباق دوفين للدراجات 2020                                 | الأول في تصنيف الجبال                                                   |
| 08 نوفمبر 2020 | طواف إسبانيا 2020                                        | السابع في التصنيف العام                                                 |
| 13 يونيو 2021  | طواف سويسرا 2021                                         | الثاني في تصنيف الجبال                                                  |
| 18 يونيو 2021  | سباق الطريق ضد الساعة للرجال في بطولة إسبانيا 2021       | الثاني في التصنيف العام                                                 |
| 07 أغسطس 2021  | طواف برغش 2021                                           | الخامس في التصنيف العام                                                 |
| 05 سبتمبر 2021 | طواف إسبانيا 2021                                        | السابع في التصنيف العام                                                 |
| 18 سبتمبر 2021 | طواف لوكسمبورغ 2021                                      | الرابع في التصنيف العام                                                 |
| 01 أكتوبر 2021 | جيرو دي سيسيليا 2021                                     | السادس في تصنيف الجبال                                                  |
| 06 فبراير 2022 | فولتا لا كومونيتات فالنسيانا 2021                        | العاشر في التصنيف العام                                                 |
| 26 فبراير 2022 | طواف الإمارات 2022                                       | العاشر في التصنيف العام                                                 |
| 22 أبريل 2022  | جيرو ديل ترينتينو 2022                                   | الثاني في تصنيف الجبال                                                  |
| 11 سبتمبر 2022 | طواف إسبانيا 2022                                        | المرتبة 20 في التصنيف العام                                             |
| 26 فبراير 2023 | غران كامينيو 2023                                        | الثامن في التصنيف العام                                                 |
| 12 مارس 2023   | باريس-نيس 2023                                           | السادس في تصنيف الجبال                                                  |
| 25 فبراير 2024 | غران كامينيو 2024                                        | الثاني في تصنيف الجبال                                                  |
| 30 مارس 2024   | جائزة ميغيل إندوراين 2024                                | المرتبة 20 في التصنيف العام                                             |
| 21 يونيو 2024  | 2024 Spain National Road Cycling Championships - Men ITT |                                                                         |
| 23 يونيو 2024  | 2024 Spain National Road Cycling Championships - Men RR  | العاشر في التصنيف العام                                                 |
| 16 مارس 2025   | تيرينو أدرياتيكو 2025                                    | الثامن في التصنيف العام                                                 |

## روابط خارجية
- ديفيد دي لا كروز على موقع الاتحاد الدولي للدراجات (الإنجليزية)
- ديفيد دي لا كروز على موقع أرشيف الدراجات (الإنجليزية)
- ديفيد دي لا كروز على موقع إحصائيات الدراجات الإحترافية (الإنجليزية)
- ديفيد دي لا كروز على موقع نسبة الدراجات (الإنجليزية)
- ديفيد دي لا كروز على موقع CycleBase (الإنجليزية)
- [riderUid=133&tx_netappriders_pi1[action]=detail&tx_netappriders_pi1[controller]=Rider Profile]